# Prêle des marais
Pour les articles homonymes, voir Prêles.
Equisetum palustre
Espèce
Statut de conservation UICN

 LC  : Préoccupation mineure
La Prêle des marais (Equisetum palustre) est une espèce végétale de la famille des Equisetaceae. 

## Description

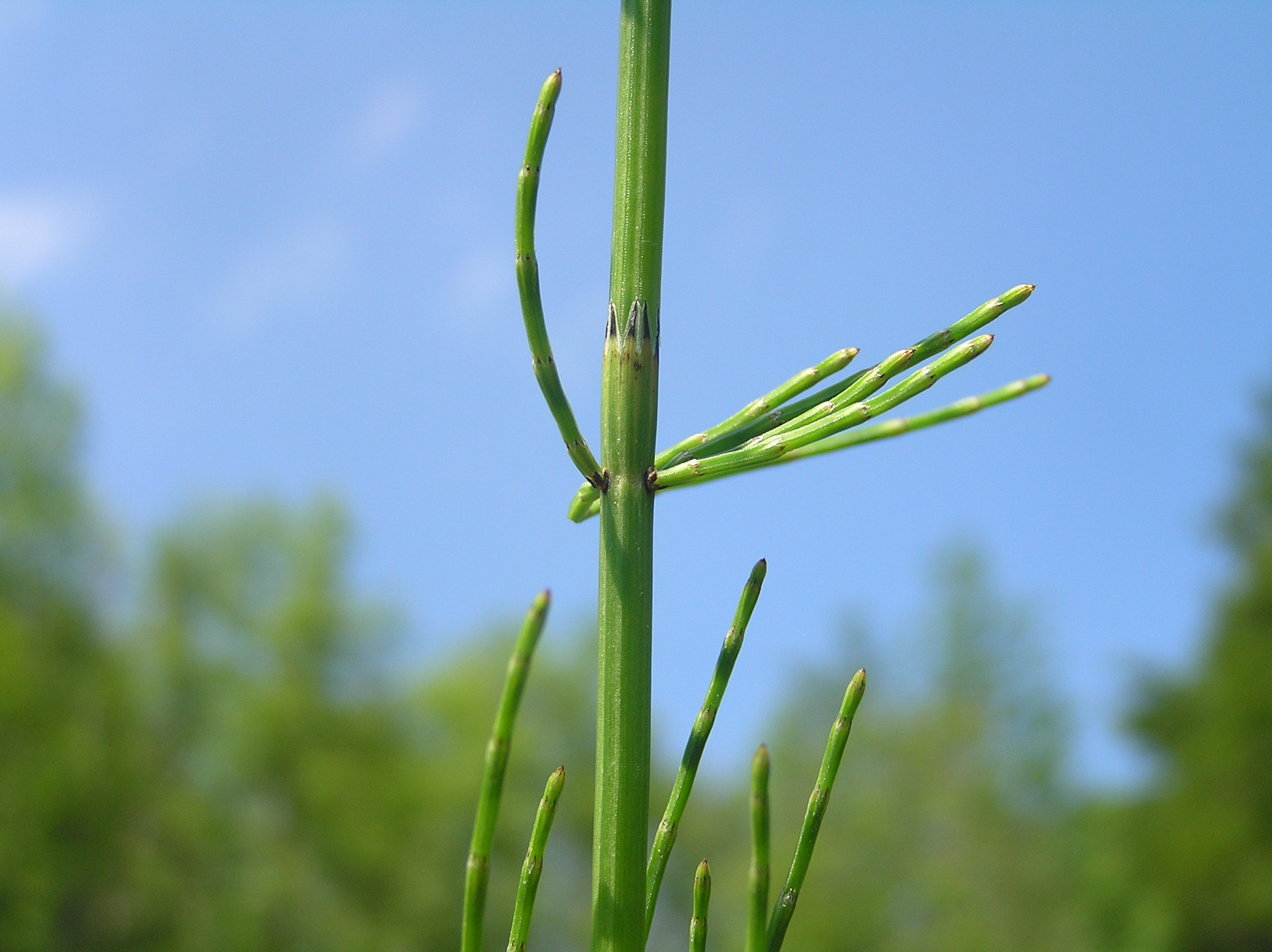
Détail d'un verticille de rameaux, et de la gaine dentée correspondant aux feuilles

Chez cette espèce les tiges sont capables de porter à la fois des rameaux et des épis reproducteurs.
Les rameaux, placés en verticille, ont une section quadrangulaire. La gaine dentée correspondant aux feuilles porte de 6 à 12 dents.

## Habitat

Écogramme d’après Jean-Claude Rameau et al.

Plante de marais ou fossés, voire tourbières ; espèce héliophile et hygrophile.

## Toxicité
De par la présence de thiaminase dans sa composition, elle est toxique et a été responsable d'empoisonnement de bétail, notamment de chevaux.

## Liste des variétés
- Equisetum palustre var. americanum Vict.
- Equisetum palustre var. polystachion Weigel
- Equisetum palustre var. szechuanense C.N. Page
- Equisetum palustre var. simplicissimum L.Braun